# Assheton Gorton
Assheton Gorton (Sedbergh, 10 luglio 1930 – Church Stoke, 14 settembre 2014) è stato uno scenografo inglese. È stato candidato nel 1982 all'Academy Award per la migliore scenografia per il film La donna del tenente francese.

## Filmografia
- Blow-Up (1966)
- La ruota di scorta della signora Blossom (1968)
- Carter (1971)
- Il pifferaio di Hamelin (The Pied Piper), regia di Jacques Demy (1972)
- La donna del tenente francese (1981)
- Legend (1985)
- Giorni di gloria... giorni d'amore (1991)
- Rob Roy (1995)
- La carica dei 101 - Questa volta la magia è vera (1996)
- La carica dei 102 - Un nuovo colpo di coda (2000)
- L'ombra del vampiro (2000)